# 摩拉維亞愛樂樂團
摩拉維亞愛樂（Moravian Philharmonic）是捷克摩拉維亞奧洛穆茨市最古老的管弦樂團。樂團曾在大多數歐洲國家演出，以及組織了一年一度的奧洛穆茨春季音樂節及國際管風琴節。

## 外部連結
- Moravian Philharmonic Orchestra- Bio, Albums, Pictures – Naxos Classical Music.: （页面存档备份，存于）